# Портрет Григория Максимовича Берга
«Портрет Григория Максимовича Берга» — картина Джорджа Доу и его мастерской из Военной галереи Зимнего дворца.
Картина представляет собой погрудный портрет генерала от кавалерии Григория Максимовича Берга из состава Военной галереи Зимнего дворца.
Во время Отечественной войны 1812 года генерал-майор Берг командовал 5-й пехотной дивизией в корпусе П. Х. Витгенштейна, за отличие в сражении при Клястицах произведён в генерал-лейтенанты. Во время Заграничного похода 1813 года был тяжело ранен у Рейхенбаха и оставил армию, с назначением комендантом в Ревель .
Изображён в генеральском вицмундире, введённом для пехотных генералов 7 мая 1817 года. На груди слева звезда ордена Св. Анны 1-й степени; на шее крест ордена Св. Георгия 3-й степени; по борту мундира крест ордена Св. Владимира 2-й степени; справа на груди серебряная медаль «В память Отечественной войны 1812 года» на Андреевской ленте и бронзовая дворянская медаль «В память Отечественной войны 1812 года» на Владимирской ленте, а также звёзды орденов Св. Владимира 2-й степени и прусского Красного орла 1-й степени. Слева внизу возле плеча подпись художника и дата: painted from nature by Geo Dawe R. A. 1823. Подпись на раме с ошибкой в инициале: I. М. Фон Берг, Генералъ Лейтенантъ.
7 августа 1820 года Комитетом Главного Штаба по аттестации Берг был включён в список «генералов, заслуживающих быть написанными в галерею» и 4 сентября 1821 года император Александр I повелел написать его портрет. Несмотря на то, что портрет датирован 1823 годом, есть большие сомнения в этой дате: в указанное время Берг служил в Ревеле и нет сведений, что в том году он приезжал в Санкт-Петербург. 12 октября 1821 года он отдельно писал в Инспекторский департамент Военного министерства: «…я не в состоянии назначить времени когда смогу прибыть в Санкт-Петербург для свидания с живописцем Дове; сколь же скоро я могу быть в Санкт-Петербурге, я не оставлю дать знать о том господину Дове». Достоверно известно, что Берг был в столице в конце января 1822 года — вероятно, именно тогда он встретился с Доу и позировал ему, поскольку деньги за готовый портрет художнику были выплачены 24 февраля 1822 года. Следующий известный приезд Берга в Санкт-Петербург состоялся в начале 1824 года. Готовый портрет был принят в Эрмитаж 7 сентября 1825 года.
В. К. Макаров назвал этот портрет одной из лучших работ Доу.
В 1848 году в мастерской Карла Края по рисунку И. А. Клюквина с портрета была сделана датированная литография, опубликованная в книге «Император Александр I и его сподвижники» и впоследствии неоднократно репродуцированная.